# Juan José Benítez

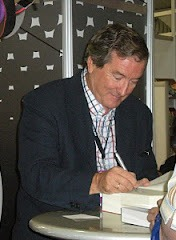
Juan José Benítez

Juan José Benítez López (* 7. September 1946 in Pamplona), besser bekannt als J. J. Benítez, ist ein spanischer Journalist und Autor, bekannt durch seine Veröffentlichungen zum Thema UFOs und für seine Romanreihe Caballo de Troya, eine Zeitreisegeschichte, die das Leben Jesu Christi verfolgt und in Spanien zum Bestseller wurde.

## Leben
Benítez studierte Journalismus an der Universität Navarra mit Abschluss 1965. Im nächsten Jahr begann er, für die Zeitung La Verdad in Murcia zu arbeiten, wechselte aber bald zum Heraldo de Aragón und zur Gaceta del Norte in Bilbao. Ab 1972 spezialisierte er sich auf das Thema UFOs. 1975 schrieb er über das Turiner Grabtuch; die Arbeit an diesem religiösen Thema soll ihn zu seiner Romanreihe Caballo de Troya inspiriert haben. 
Benítez wurde oft des Plagiats und der Quellenfälschung bezichtigt. Einige meinen, er hätte Teile von Caballo de Troya aus dem Buch Urantia übernommen. Auch seine Arbeiten im UFO-Bereich wurden oft als gefälscht und schlecht recherchiert bezeichnet.
1979 gab er seine Arbeit als aktiver Journalist auf und begann, investigative Bücher und Romane zu schreiben. Zuweilen erwähnt er auch Erich von Däniken, der, wie er sagt, in einem Bereich „Pionierarbeit“ geleistet habe. Benítez hat inzwischen über 50 Bücher veröffentlicht; 2017 erschien sein bisher letztes Buch, dessen Thema die letzten Stunden des Che Guevara sind.

## Werke (Auswahl)

### Essays
- Jesús de Nazaret. Nada es lo que parece (2012)
- Los Astronautas de Yavé (1980)

### UFOs
- Mis ovnis favoritos (2001)
- El Ovni de Belén (1983)

### Science-Fiction-Romane
- Caballo de Troya (Saga, 11 Romane)